# Nära livet
Nära livet (bra No Limiar da Vida) é um filme sueco de 1958, do gênero drama, escrito e dirigido por Ingmar Bergman, baseado no conto ""Det vänliga, värdiga", de Ulla Isaksson.

## Elenco
- Eva Dahlbeck - Stina Andersson
- Ingrid Thulin - Cecilia Ellius
- Bibi Andersson - Hjördis Petterson
- Barbro Hiort af Ornäs - Nurse Brita
- Erland Josephson - Anders Ellius
- Max von Sydow - Harry Andersson
- Gunnar Sjöberg - Dr. Nordlander
- Ann-Marie Gyllenspetz
- Inga Landgré - Greta Ellius

## Prêmios e indicações
| Premiação               | Categoria                        | Recipiente                                                          | Resultado |
| ----------------------- | -------------------------------- | ------------------------------------------------------------------- | --------- |
| Festival de Cannes 1958 | Prêmio de interpretação feminina | Bibi Andersson, Ingrid Thulin, Eva Dahlbeck e Barbro Hiort af Ornäs | Venceu    |
| Festival de Cannes 1958 | Prêmio de direção                | Ingmar Bergman                                                      | Venceu    |
| Festival de Cannes 1958 | Palma de Ouro (melhor filme)     |                                                                     | Indicado  |